# Laurent Orry
Pour les articles homonymes, voir Orry.
Laurent Orry  est un acteur et metteur en scène français. Il est notamment connu pour avoir interprété Jérôme Belesta dans la série Plus belle la vie.

## Biographie
Laurent Orry commence sa carrière en 1997 à l'école dramatique du Studio-théâtre à Nantes. Par la suite il fait des stages professionnels avec Alain Françon, Chantal Richard et René Loyon. En 2015 il figure dans le film Elle, il y joue le rôle du gardien de prison. En 2004 il joue dans Femmes de loi un petit rôle de policier. Habitué à interpréter le rôle "de policier" ce qu'il lui a valu plusieurs apparitions dans des séries françaises (RIS police scientifique, Braquage en famille, Marion Mazzano). Entre 2015 et 2019, il joue le rôle récurrent de Jérôme Belesta dans la série Plus belle la vie.

## Filmographie

### Cinéma
- 2015 : Braqueurs
- 2016 : Elle : le gardien de prison

### Télévision
- 2001 : Mercredi, folle journée ! : un inspecteur
- 2004 : Femmes de loi : un policier
- 2008 : Braquage en famille : l'inspecteur de police
- 2009 : RIS police scientifique : un officier de Police Judiciaire (saison 4, épisode 15)
- 2010 : Marion Mazzano : un surveillant pénitentiaire
- 2012 : Trafics : un douanier Poulaine
- 2013 : Le Jour où tout a basculé : Frédéric (épisode Nos bébés ont été échangés)
- 2013 : Pep's : invité
- 2013 : Le Jour où tout a basculé : Fabrice (épisode Les Mains du chirurgien)
- 2015 : Un père coupable de Caroline Huppert : Patrick Olmedo
- 2015 : Falco (épisode Vox populi)
- 2015-2019 et 2022: Plus belle la vie : Jérôme Belesta
- 2017 : La Mante : médecin (saison 1, épisode 8)
- 2020 : Tandem : M. Meynel (saison 4, épisode 11)

## Doublage

### Télévision

#### Téléfilm
- 2021 : Le dernier bal des débutantes : ? (?)

#### Séries télévisées
- Dillon Casey[5] dans :
  - Nikita (2011-2013) : Sean Pierce (39 épisodes)
  - Remedy (2014-2015) : Griffin Conner (20 épisodes)

- 2008-2009 : Dexter : Toby Edwards (Vincent Pagano (en)) (saison 3) et Nick Smith (Roger Ranney) (saison 4)
- 2013-2014 : Super Fun Night : Dan (John Gemberling (en)) (7 épisodes)
- 2014-2019 : You're the Worst : Vernon Barbara (Todd Robert Anderson) (33 épisodes)
- 2015 : Dans l'ombre des Tudors : Richard Riche (Bryan Dick (en)) (mini-série)
- 2016-2017 : Longmire : Eddie Harp (Dan Donohue (simple)) (3 épisodes)
- 2019 : My Life Is Murder : ? (?)
- 2021 : Dr Brain : le secrétaire Yoon (Teo Yoo)
- 2022 : Bang Bang Baby : ? (?)
- 2023 : Silo : Patrick Kennedy (Rick Gomez)
- 2023 : Le Griffon : ? (?) (mini-série)
- 2023 : Berlin Bad Trip (de) : ? (?) (mini-série)
- 2023 : Pacto de silencio : ? (?)
- 2024 : Sugar : Clinton (Darwin Shaw)
- 2024 : Fallout : ? (?)

### Jeu vidéo
- 2024 : Final Fantasy VII Rebirth : voix additionnelles

## Théâtre
- Lazare de Catherine Benhamou mis en scène par René Loyon
- Une petite entaille de Xavier Durringer mis en scène par Jacques Guillou
- Le Barouf à choggia de Carlo Goldoni mis en scène par Pierre Gralepois
- Novecento : Pianiste d'Alessandro Baricco mis en scène par Laurent Orry[6]

## Radio
- France Culture
- France Inter[1]